# Ryosuke Okuno
Ryosuke Okuno (født 13. november 1968) er en tidligere japansk fodboldspiller og træner.
Han har spillet for flere forskellige klubber i sin karriere, herunder Kashima Antlers, Kawasaki Frontale og Sanfrecce Hiroshima.
Han har tidligere trænet Thespa Kusatsu og Montedio Yamagata.